# Quibi

Quibi-Logo

Quibi (von quick bites für „schnelle Happen“) war ein amerikanischer, von Jeffrey Katzenberg 2018 gegründeter Video-on-Demand-Anbieter in Form einer Mobile App exklusiv für Mobilgeräte, die am 6. April 2020 veröffentlicht wurde. Angeboten wurden Serienformate in Episoden unter 10 Minuten, die horizontal oder vertikal angesehen werden können. Am 21. Oktober 2020 wurde bekanntgegeben, dass der Dienst eingestellt werde, was am 1. Dezember 2020 erfolgte. Die Inhalte wurden im Januar 2021 an Roku verkauft.

## Geschichte

### Gründung
Nachdem der Filmproduzent Jeffrey Katzenberg bei der Suche nach Investoren für ein Unternehmen das Ziel einer Finanzierung von zwei Milliarden Dollar angekündigt hatte, wurde das Unternehmen im August 2018 unter dem Platzhalternamen NewTV gegründet, für das eine Anschubfinanzierung von einer Milliarde Dollar durch Hollywoodstudios und Fernsehunternehmen wie The Walt Disney Company, 21st Century Fox, NBCUniversal, Sony Pictures Entertainment, Viacom, Lionsgate, MGM und ITV gesichert werden konnte. Daneben nahm Katzenbergs Holdingunternehmen WndrCo zur Finanzierung 750 Millionen Dollar ein. Es wird von Milliardärin Meg Whitman als CEO geleitet. Im Oktober 2018 enthüllten sie den Namen Quibi als Kurzform für quick bites („schnelle Happen“).

### Veröffentlichung
Die Quibi-App wurde in den Vereinigten Staaten und anderen Ländern am 6. April 2020 veröffentlicht und bot Bezahloptionen mit oder ohne Werbung sowie einen Testzeitraum, u. a. im Vereinigten Königreich, Australien und Deutschland nur ohne Werbung. Sie ging mit etwa 50 originalen Serienformaten an den Start. Nach einer Woche verkündete Katzenberg, die App sei 1,75 Millionen Mal installiert worden, während die Recherchefirma Apptopia von 1,15 Millionen sprach. Mitte Mai 2020 soll die App drei Millionen Kunden gehabt haben, von denen laut Quibi 1,3 Millionen aktive Benutzer gewesen sein sollen. Katzenberg sagte, er schreibe alles, was schiefgelaufen sei, der Covid-19-Pandemie zu.
Als Maßnahme wurde daraufhin auch das Teilen von Inhalten über Social-Media-Plattformen hinzugefügt. Nachdem es anfangs für Frustration unter Usern gesorgt hatte, dass Inhalte nur auf Mobilgeräten und nicht auf größeren Bildschirmen angesehen werden konnten, kündigte Katzenberg für Mai die Möglichkeit der Übertragung auf kompatible Fernsehgeräte an. Diese Funktion wurde über Airplay und Chromecast ermöglicht. Im Juli 2020 entwickelte Quibi eine eigene Methode, Screenshots zu erstellen.
Das Wall Street Journal brachte im Juni einen Bericht heraus, basierend auf dem Entwicklungsverlauf der Zahlen, dass die App im ersten Jahr, also bis April 2021, weniger als 2 Millionen Abonnenten haben werde. Für diesen Zeitraum hatte das Unternehmen selbst 7,4 Millionen Abonnenten prognostiziert. Anfang Juli 2020, als für die ersten Nutzer, die sie in den ersten drei Tagen heruntergeladen hatten, der Testzeitraum von 90 Tagen endete, seien laut der Analysefirma SensorTower von diesen nur acht Prozent zu bezahlenden Nutzern geworden.
Im Oktober 2020 wurde die App auch für die Fernseh-Streaming-Plattformen Apple TV, Amazon Fire TV und Android TV veröffentlicht.

### Einstellung und Verkauf an Roku
Im September 2020 berichtete das Wall Street Journal, Quibi sei auf der Suche nach potentiellen Käufern; laut The Information sei Katzenbergs Angebot unter anderem von Apple, WarnerMedia und Facebook abgelehnt worden. Am 21. Oktober 2020 berichtete das WSJ, dass das Unternehmen eingestellt werde, was Katzenberg und Whitman am selben Tag bestätigten. Während das Unternehmen heruntergefahren werde und die Investoren ihr Geld zurückerhalten würden, soll der Betrieb mit dem vorhandenen Kapital für einige Zeit weiterlaufen. Auf der Blog-Website Medium veröffentlichten sie einen offenen Brief an die Angestellten und Investoren. Am folgenden Tag kündigte das Unternehmen an, die App werde an oder um den 1. Dezember 2020 herum abgeschaltet. Seit dem 1. Dezember 2020 ist sie nicht mehr bedienbar und gewährt Benutzern nicht mehr sich anzumelden noch Zugang zu ihren Video-Inhalten.
Am 8. Januar 2021 wurde bekannt, dass Roku für unter 100 Millionen Dollar Quibi Holdings LCC und damit die globalen Verbreitungsrechte an Quibis Bibliothek von über 75 Shows erworben hat, die auf dem kostenlosen, werbebasierten Roku Channel zum Streamen verfügbar sein werden. Diese umfassen Quibis drehbuchbasierte Serien, Realityshows und Dokuserien, auch über zwölf bei Quibi noch nicht ausgestrahlte Serien, aber nicht die News- und Lifestyle-Angebote der Daily Essentials. Die Titel sollen als Roku Originals veröffentlicht werden. Die ersten 30 Quibi-Serien, darunter geskriptete, Doku- und Realityserien, wurden am 20. Mai veröffentlicht. Roku berichtete, in den ersten zwei Wochen nach der Veröffentlichung seien die Roku Originals von mehr als einem Drittel der Roku-Nutzer und damit von mehr Personen als während der gesamten Zeit bei Quibi geschaut worden. Am 13. August 2021 erschienen 23 weitere Roku Originals, darunter vier, die auf Quibi noch nicht veröffentlicht waren.

## Inhalte
Um den technischen Eigenheiten und dem Nutzerverhalten mit mobilen Endgeräten zu entsprechen, zielte Quibi auf eine Zuschauerschaft von 18 bis 34 Jahren ab und bot als Inhalte nur Serienformate an (keine Filme), deren Episoden unter zehn Minuten lang sind und mittels einer „Turnstyle“-Technologie im Porträtmodus (hochkant) und im Landschaftsmodus (quergehalten) angesehen werden können. Daher mussten alle Inhalte eigens für Quibi produziert werden. Quibi hatte jeweils die Produktionskosten und Lizenzrechte bezahlt, während die Urheberrechte weiterhin bei den Entwicklern der Programme oblagen, sodass diese sie nach einer gesetzten Zeit an andere Plattformen verkaufen können. Da Quibi eingestellt wurde, bedeutet dies die Möglichkeit für Produzenten, andere Partner zu suchen, um ihre Serien weiterzuführen.
Die Serien sind in drei Kategorien unterteilt:
- „Movies in Chapters“ (Filme in Kapitel): nach Drehbüchern produzierte fiktionale Fernsehserien, die die Handlung eines Films in Episoden herunterbrechen bzw. deren Episoden einen Film ergeben. Nach einer gewissen Zeit besteht für die Produzenten die Möglichkeit, ihre Serien als Filmfassung für einen anderen Vertreiber umzusetzen.
- ungeskriptete Dokuserien und Realityshows
- „Daily Essentials“: Talkshows, News, bereitgestellt von Nachrichtensendern, und zusätzliche Nachrichtensegmente wie Horoskope und Wetter. Bei einigen dieser Formate ist die aktuelle Episode jeweils nur eine Woche lang verfügbar (bis zur nächsten).[27]

Neue Episoden erschienen (bei Serien im Veröffentlichungszeitraum einer Staffel) üblicherweise an jedem Werktag; bei einigen „Daily Essentials“-Formaten auch täglich oder regelmäßig an mehreren Werktagen.
Alle Inhalte existierten nur in englischer Sprache, dazu standen englische und spanische Untertitel zur Verfügung.

### Serien
- #FreeRayshawn – seit 20. Mai 2021 bei Roku Channel
- 50 States of Fright (Anthologie-Serie) – seit 15. Oktober 2021 bei Roku Channel
- Agua Donkeys
- Die Hart – seit 20. Mai 2021 bei Roku Channel
- Don’t Look Deeper – seit 14. Januar 2022 bei Roku Channel
- Dummy – seit 20. Mai 2021 bei Roku Channel
- Flipped – seit 20. Mai 2021 bei Roku Channel
- Home Movie: The Princess Bride
- Mapleworth Murders – seit 13. August 2021 bei Roku Channel
- Most Dangerous Game – seit 20. Mai 2021 bei Roku Channel
- Reno 911! (Revival ab Staffel 7) – seit 20. Mai 2021 bei Roku Channel
- Royalties – seit 20. Mai 2021 bei Roku Channel
- Survive – seit 13. August 2021 bei Roku Channel
- The Expecting – seit 29. Oktober 2021 bei Roku Channel
- The Fugitive – seit 20. Mai 2021 bei Roku Channel
- The Stranger – seit 13. August 2021 bei Roku Channel
- When the Streetlights Go On – seit 8. Oktober 2021 bei Roku Channel
- Wireless – seit 13. August bei Roku Channel

### Dokus und Reality-Shows
Dokuserien:
- &Music – seit 13. August 2021 bei Roku Channel
- About Face mit Rosie Huntington-Whiteley – seit 20. Mai 2021 bei Roku Channel
- Benedict Men – seit 13. August 2021 bei Roku Channel
- Big Rad Wolf – seit 20. Mai 2021 bei Roku Channel
- Blackballed – seit 20. Mai 2021 bei Roku Channel
- Fierce Queens mit Reese Witherspoon – seit 13. August 2021 bei Roku Channel
- I Promise von LeBron James
- Kirby Jenner
- Last Looks mit Dakota Fanning – seit 20. Mai 2021 bei Roku Channel
- Murder Unboxed – seit 20. Mai 2021 bei Roku Channel
- Night Gowns mit Sasha Velour – seit 20. Mai 2021 bei Roku Channel
- Nikki Fre$h mit Nicole Richie – seit 13. August 2021 bei Roku Channel
- Prodigy mit Megan Rapinoe – seit 20. Mai 2021 bei Roku Channel
- Run This City – seit 13. August 2021 bei Roku Channel
- Sex Next Door – seit 13. August 2021 bei Roku Channel
- Shape of Pasta – seit 20. Mai 2021 bei Roku Channel
- Slugfest – seit 24. Dezember 2021 bei Roku Channel
- Ten Weeks – seit 11. November 2021 bei Roku Channel
- The Andy Cohen Diaries mit Andy Cohen (Animation) – seit 13. August 2021 bei Roku Channel
- You Ain’t Got These mit Lena Waithe – seit 20. Mai 2021 bei Roku Channel

Reality-Shows:
- Barkitecture – seit 20. Mai 2021 bei Roku Channel
- Bad Ideas with Adam Devine mit Adam DeVine – seit 20. Mai 2021 bei Roku Channel
- Centerpiece with Maurice Harris – seit 20. Mai 2021 bei Roku Channel
- Chrissy’s Court mit Chrissy Teigen (Gerichtssendung) – seit 20. Mai 2021 bei Roku Channel
- Cup of Joe mit Joe Jonas – seit 20. Mai 2021 bei Roku Channel
- Dishmantled mit Tituss Burgess (Kochsendung) – seit 20. Mai 2021 bei Roku Channel
- Elba vs. Block mit Idris Elba und Ken Block – seit 13. August 2021 bei Roku Channel
- Fight Like a Girl – seit 20. Mai 2021 bei Roku Channel
- Floored mit Liza Koshy (Tanzshow) – seit 13. August 2021 bei Roku Channel
- Gayme Show (Spielshow) – seit 20. Mai 2021 bei Roku Channel
- Gone Mental with Lior mit Lior Suchard – seit 13. August 2021 bei Roku Channel
- Iron Sharpens Iron (Sport) – seit 20. Mai 2021 bei Roku Channel
- Let’s Roll with Greenhand mit Tony Greenhand – seit 20. Mai 2021 bei Roku Channel
- Life-size Toys mit Travis Pastrana
- Memory Hole mit Will Arnett – seit 13. August 2021 bei Roku Channel
- Murder House Flip – seit 20. Mai 2021 bei Roku Channel
- Nice One! mit Ron Funches (Spielshow) – seit 13. August 2021 bei Roku Channel
- Punk’d mit Chance the Rapper (Reboot ab Staffel 11) – seit 20. Mai 2021 bei Roku Channel
- Q Talks (Talkshow)
- Singled Out mit Keke Palmer (Datingshow, Weiterführung) – seit 13. August 2021 bei Roku Channel
- Skrrt with Offset mit Offset – seit 13. August 2021 bei Roku Channel
- The Sauce (Tanzshow) – seit 13. August 2021 bei Roku Channel
- Thanks a Million – seit 20. Mai 2021 bei Roku Channel
- Useless Celebrity History mit Adam Rippon

### Daily Essentials
News:
- 60 Minutes in 6 von CBS News
- Answered von Vox
- Around the World von BBC News
- Close Up von E! News
- For the Cultura von Telemundo
- Hello America mit Nish Kumar (Satire)
- Musicology with Tim Kash mit Tim Kash von iHeart Radio
- NewsDay und NewsNight von CTV News CAN
- No Filter von TMZ
- pulso news von Telemundo
- Sports AM von TSN CAN
- The Report von NBC News
- Weather Today von The Weather Channel
- Weekend Report von NBC News

Lifestyle:
- All the Feels von The Dodo
- Athletes after Hours von TMZ
- Last Night’s Late Nights von Entertainment Weekly
- Rotten Tomatoes Watch List von Rotten Tomatoes
- Sexology with Shan Boodram
- The Nod with Brittany & Eric
- The Rachel Hollis Show mit Rachel Hollis
- Trailers (Theatrical und TV + Streaming) von Fandango
- Your Daily Horoscope (Horoskop)

### Nicht bei Quibi veröffentlicht
Folgend sind Serien gelistet, die für Quibi angekündigt und produziert waren, aber nicht vor der Einstellung dort veröffentlicht waren, sondern erst später auf einer anderen Plattform, in der Regel dennoch in dem Kurzepisodenformat.
- Doomlands (Animation) – seit 28. Januar 2022 bei Roku Channel
- Eye Candy mit Josh Groban (Realityshow) – seit 13. August 2021 bei Roku Channel
- Squeaky Clean mit Leslie Jordan (Realityshow) – seit 13. August 2021 bei Roku Channel
- Swimming with Sharks – seit 15. April 2022 bei Roku Channel
- The Demi Lovato Show mit Demi Lovato (Talkshow) – seit 30. Juli 2021 bei Roku Channel
- This Joka mit Will Smith – seit 4. März 2022 bei Roku Channel
- What Happens in Hollywood (Dokuserie) – seit 13. August 2021 bei Roku Channel

## Auszeichnungen
Quibi erhielt bei der Primetime-Emmy-Verleihung 2020 nach zehn Nominierungen seine ersten Auszeichnungen mit zwei Creative Arts Emmys für #FreeRayshawn an Laurence Fishburne und Jasmine Cephas Jones als herausragender Schauspieler und herausragende Schauspielerin einer Kurzform-Dramaserie. Trotz seiner Abschaltung war Quibi über ein halbes Jahr später auch bei der Primetime-Emmy-Verleihung 2021 mit acht Nominierungen für drei Serien vertreten.

## Rechtsstreit mit Eko
Das Technologieunternehmen Eko behauptet, Quibi habe die Technologie zum Horizontal-Vertikal-Wechsel der Videos gestohlen, für die sie bereits 2015 das Patent angemeldet hätten, während Quibi dies erst im Mai 2019 getan habe nach einer Eko-Demonstration der Technologie vor den Führungskräften von Quibi, inklusive Investoren und Katzenberg. Eine Woche nachdem Eko bei Apples App-Store Beschwerde eingelegt hatte, reichte Quibi am 9. März 2020 eine Klage ein und Eko am folgenden Tag eine mit dem Ziel, den Start der App zu verhindern.
Nach dem Deal mit Roku richtete Quibi ein Holdingunternehmen ein, um den Rechtsstreit und den möglichen Verkauf der Turnstyle-Technologie handzuhaben, die nicht an Roku verkauft wurde. Am 30. Dezember 2020 lehnte ein Bundesgericht Ekos Gesuch ab, Quibis Finanzanlagen einzufrieren, da Eko nicht gezeigt habe, dass seine Forderungen wegen Patentverletzung erfolgreich sein würden. Die Richterin befand aber auch, dass Ekos drei betreffende Patente gültig seien sowie dass es ausreichend Beweise gebe, dass drei ehemalige Angestellte von Snap Inc., die an der Präsentation der Technologie teilgenommen und danach zu Quibi gewechselt hatten, Diebstahl von Geschäftsgeheimnissen begangen hätten, indem sie Ekos Technologie benutzt haben sollen, um bei der Entwicklung von Quibis Turnstyle-Technologie zu helfen.
Im September 2021 wurde der Rechtsstreit durch eine Einigung beigelegt, in deren Zuge Quibi das geistige Eigentumsrecht und die Technologie für Turnstyle an Eko übergeben werde.